# The Darkness II
The Darkness II — компьютерная игра в жанре шутера от первого лица, являющаяся продолжением игры The Darkness, основанной на серии комиксов, изданных Image Comics. Игра была разработана студией Digital Extremes и издана компанией 2K Games в 2012 году. Игрок управляет Джеки Эстакадо, наёмным убийцей мафии, который обладает таинственной силой под названием «Тьма», наделяющей его сверхъестественными способностями и парой демонических щупалец. В игре присутствуют элементы, встречающиеся в ролевых видеоиграх, такие как деревья навыков и опыт, и кооперативный режим до четырёх игроков. Игрок должен спасти душу мёртвой подруги Джеки, которая была поймана Тьмой в ловушку в Аду, и противостоять Братству, группе вооружённых культистов, пытающихся отнять Тьму у Джеки.
Digital Extremes заменила разработчика первой игры Starbreeze Studios, хотя Пол Дженкинс вернулся, чтобы написать сценарий для продолжения. В то время как основное повествование предполагалось как личное путешествие Джеки, разработчики описали кооперативный многопользовательский режим как «мрачную комедию». Певец Майк Паттон вернулся, чтобы озвучить Тьму, а Брайан Блум озвучил Джеки Эстакадо, заменив Кирка Асеведо. Художники-разработчики вручную раскрасили большинство игровых ресурсов, чтобы создать визуальный стиль, основанный на комиксах.
The Darkness II была выпущена для Windows, PlayStation 3 и Xbox 360 в феврале 2012 года. Игра получила положительные отзывы после релиза, критики высоко оценили геймплей, сюжет, темп и художественный стиль. Критика была направлена на короткую продолжительность игры, технические проблемы и отсутствие реиграбельности. Игра дебютировала как третья по продажам в первую неделю своего выпуска в Великобритании.

## Игровой процесс
Джеки может использовать различное огнестрельное оружие, такое как пистолеты-пулемёты, дробовики и штурмовые винтовки, и обладает способностью к стрельбе по-македонски из некоторых из данных видов оружия. Кроме того, он вооружён парой демонических щупалец, которыми может рубить врагов или подбирать различные предметы в окружающей среде (парковочные счётчики, двери автомобилей и т. д.) и использовать их в качестве метательного оружия или щита. Демонические щупальца могут вырывать сердца поверженных врагов и пожирать их для восстановления здоровья Джеки, а также подбирать врагов для осуществления казни или бросать их. В распоряжении игрока есть помощник — похожее на гоблина существо, которое помогает в бою и собирает оружие и боеприпасы. В некоторых миссиях игрок может напрямую управлять данным существом, которое способно протискиваться в узкие места, куда Джеки не может войти, и убивать врагов по-тихому. При воздействии света способности Джеки к регенерации здоровья и Тьме отключаются. Кроме того, его зрение становится затуманенным, и он начинает слышать звенящий звук. Игрок может отключить свет, выстрелив в его источник.
В игре присутствуют элементы, встречающиеся в ролевых видеоиграх. Убивая врагов, пожирая сердца и выполняя казни, игрок получает сущность, которую можно использовать для покупки улучшений в различных святилищах. Собирая реликвии, которые служат предметом коллекционирования, игрок зарабатывает небольшое количество сущности. Дерево навыков разделено на четыре основных аспекта: Убийца, Казнь, Тьма и Демонические щупальца. Аспект убийцы состоит из пассивных улучшений, которые уменьшают время перезарядки оружия и увеличивают размер магазина. Дерево навыков позволяет каждому из аспектов получать больше преимуществ при дальнейшей прокачке, таких как получение огромного количества здоровья и боеприпасов. Силы Тьмы и Оружие Демона предоставляют игрокам доступ к активным способностям, некоторые из которых имеют кратковременное восстановление после использования. Эти способности включают в себя Направление оружия, способность, которая даёт игроку неограниченные боеприпасы и увеличенный урон на короткое время, Рой, который отвлекает врагов, и Чёрную дыру, которая запускает атаку с большой площадью эффекта, засасывающую врагов в вихрь.
В игре представлена совместная многопользовательская кампания под названием «Вендетта», которая проходит параллельно основной кампании и позволяет игрокам — до четырёх — играть вместе. История повествует о четырёх наёмных убийцах, работающих на Джеки, когда они пытаются помешать Братству заполучить Копьё Судьбы. Каждый персонаж обладает различными силами Тьмы и вооружён уникальным специальным оружием. Например, Инугами — персонаж, который использует наполненный Тьмой самурайский меч, в то время как Шошанна использует мушкетон, который может стрелять без пуль. Хотя в этот режим можно играть в одиночку, опыт значительно сложнее. Существует аркадный режим под названием «Список поражений», который позволяет игрокам воспроизводить определённые миссии вендетты и выполнять задания.

## Сюжет
Прошло два года после событий первой игры. Джеки Эстакадо стал главой семьи Франкетти и научился подавлять Тьму. Джеки преследуют воспоминания о его убитой девушке, Дженни Романо. Джеки и его команда подвергаются нападению враждебной семьи в ресторане. Раненый Джеки восстанавливает свои силы с помощью Тьмы. С помощью Дарклинга Джеки преследует нападавших в метро. Появляется видение Дженни, из-за чего Джеки теряет равновесие, а затем попадает под поезд. Очнувшись, Джеки обнаруживает себя в психиатрической лечебнице, где пациентами и персоналом являются члены мафии. Среди них — отвергнутый оккультист Джонни Пауэлл, который просит Джеки найти его в реальном мире.
Очнувшись вместе со своими людьми, Джеки планирует контратаку. Джимми Грейп даёт ему зацепку, которая указывает на Свифти, криминального босса. Джеки находит Свифта, и он объясняет, что теневая группа из борделя Бримстоун заплатила ему за то, чтобы на Джеки было совершено покушение. Тьма убивает Свифти, чтобы заставить его замолчать. Винни просит своего знакомого в Бримстоуне помочь им. В клубе Джеки сталкивается с вооружёнными культистами Братства, тайного общества, которое заказало убийство Джеки для того, чтобы заполучить Тьму в свои руки. Они устраивают засаду, из-за которой Тьма слабеет, а сам Джеки вырубается. Очнувшись, он обнаруживает себя распятым на кресте и то, что он присоединён к устройству под названием Сифон, высасывающему его тёмную силу. Его встречает Виктор, глава культа, который предлагает забрать у Джеки Тьму в обмен на жизнь его семьи. Отказавшись, он теряет сознание и оказывается в Аду, где Тьма хранит душу Дженни.
Джеки вырывается на свободу, но Виктор угрожает убить тётю Сару, если Джеки вздумает помешать ему. Пока горит клуб, Тьма предлагает душу Дженни в обмен на Сифон. Джеки и его люди снова захватывают пентхаус, но Джеки подстреливает Брэгг, последователь Братства, который тут же убивает тётю Сару. Джеки вновь приходит в себя в психиатрической лечебнице. «Персонал» рассказывает ему, что его истории о мафии — бред. На похоронах Сары Братство совершает очередное нападение. Джеки подчиняет себе Брэгга, который говорит, что Виктор скрывается в заброшенном парке развлечений. После того как Джеки приходит в указанное место, Виктор нападает исподтишка и запирает Джеки в железной деве, после чего тот теряет сознание. Он снова приходит в себя в палате, но «уборщик» объясняет, что убежище — это лишь ловушка, чтобы держать его подальше от души Дженни.
Виктор высасывает Тьму из Джеки. Дарклинг помогает Джеки сбежать и вернуть себе небольшую часть Тьмы. Джеки преследует Виктора в особняке, некогда принадлежавшем Карло Эстакадо, отцу Джеки. От Виктора Джеки узнаёт, что Карло пообещал Тьму Братству в обмен на то, чтобы Джеки остался на свободе. Джеки убивает Виктора, пронзает себя Сифоном, вновь обретает Тьму и убивает себя, чтобы спасти Дженни из Ада. Джеки снова просыпается в психиатрической палате, где «персонал» предлагает отвести его к Дженни. Дарклинг жертвует собой, чтобы помочь Джеки сбежать. Джеки сталкивается с Виктором, Дженни и «санитаром», которые пытаются убедить Джеки в том, что его жизнь в качестве босса мафии — это иллюзия. После этого игроку предлагают выбор из двух концовок.

### Концовки
- Остаться с Дженни: Джеки смиряется со своей участью и остаётся в больнице. Последнее, что видит игрок, это как Эстакадо и Дженни танцуют вместе под её любимую песню.
- Сброситься с крыши: Джеки не желает мириться с этим и бросается с крыши, после чего попадает в Ад — в логово Тьмы. Следует битва с приспешниками Ада и освобождение Дженни из уз Тьмы. Дженни оказывается Ангелом, заточённым в её теле. После непродолжительного диалога Ангел заявляет, что Джеки стал слишком сильным носителем и что принёс много бед и разрушений на Земле, после чего улетает и оставляет того заточённым в Аду, на чем и заканчивается игра.

## Оценки
| Сводный рейтинг       | Сводный рейтинг                        |
| Агрегатор             | Оценка                                 |
| --------------------- | -------------------------------------- |
| GameRankings          | (X360) 80,90 % (PS3) 77,35 %           |
| Metacritic            | (PC) 77/100 (PS3) 79/100 (X360) 80/100 |
| «Критиканство»        | 75/100                                 |
| Иноязычные издания    |                                        |
| Издание               | Оценка                                 |
| Destructoid           | 7,5/10                                 |
| Eurogamer             | 7/10                                   |
| Game Informer         | 7/10                                   |
| GameRevolution        | [ 28 ]                                 |
| GameSpot              | 7/10                                   |
| GamesRadar+           | [ 30 ]                                 |
| IGN                   | 8,0/10                                 |
| Joystiq               | [ 32 ]                                 |
| PC Gamer (US)         | 80/100                                 |
| Русскоязычные издания |                                        |
| Издание               | Оценка                                 |
| 3DNews                | 8/10                                   |
| Absolute Games        | 60/100                                 |
| Gametech              | Хорошо                                 |
| GoHa.Ru               | Хорошо                                 |
| PlayGround.ru         | 7,7/10                                 |
| StopGame.ru           | Изумительно                            |
| «Игромания»           | 7,0/10                                 |
| «Игры Mail.ru»        | 8/10                                   |
| «Мир фантастики»      | 8/10                                   |
| «НИМ»                 | 6,9/10                                 |
| «Страна игр»          | 8/10                                   |

Игра получила положительные отзывы.
Летом 2018 года, благодаря уязвимости в защите Steam Web API, стало известно, что точное количество пользователей сервиса Steam, которые играли в игру хотя бы один раз, составляет 1 145 131 человек.